# The Stockholm Concert, 1966
The Stockholm Concert, 1966 (с англ. — «Концерт в Стокгольме, 1966») — концертный альбом американской джазовой певицы Эллы Фицджеральд, записанный во время её выступления в Стокгольме, Швеция, 7 февраля 1966 года. Во время концерта певице аккомпанировал оркестр Дюка Эллингтона. Пластинка была выпущена лишь в 1984 году на лейбле Pablo Records под студийным номером Pablo 2308—242 в формате LP, позднее в 1991 году альбом был перевыпущен в формате CD под номером Pablo 025218024228.

## Список композиций
| №                   | Название                 | Текст песни         | Музыка                         | Длительность |
| ------------------- | ------------------------ | ------------------- | ------------------------------ | ------------ |
| 1.                  | «Imagine My Frustration» | Джеральд Уилсон     | Дюк Эллингтон, Билли Стрэйхорн | 5:13         |
| 2.                  | «Duke’s Place»           | Боб Катц, Боб Тиль  | Дюк Эллингтон                  | 4:43         |
| 3.                  | «Satin Doll»             | Джонни Мёрсер       | Дюк Эллингтон, Билли Стрэйхорн | 3:08         |
| 4.                  | «Something to Live For»  | Билли Стрэйхорн     | Дюк Эллингтон                  | 4:04         |
| 5.                  | «Wives and Lovers»       | Дэвид Хэл           | Берт Бакарак                   | 2:11         |
| Общая длительность: | Общая длительность:      | Общая длительность: | Общая длительность:            | 19:19        |

| №                   | Название                           | Текст песни                 | Музыка               | Длительность |
| ------------------- | ---------------------------------- | --------------------------- | -------------------- | ------------ |
| 6.                  | «Só Danço Samba»                   | Винисиус ди Морайс          | Антонио Карлос Жобин | 4:14         |
| 7.                  | «Let’s Do It (Let’s Fall in Love)» | Коул Портер                 | Коул Портер          | 4:09         |
| 8.                  | «Lover Man (Oh Where Can You Be?)» | Джимми Дэвис, Джимми Шерман | Рэм Рамирес          | 4:50         |
| 9.                  | «Cotton Tail»                      |                             | Дюк Эллингтон        | 5:01         |
| Общая длительность: | Общая длительность:                | Общая длительность:         | Общая длительность:  | 18:14        |

## Участники записи
- Элла Фицджеральд — вокал.

Оркестр Дюка Эллингтона:
- Дюк Эллингтон — дирижирование, аранжировки, фортепиано.
- Кэт Андерсон, Мёрсер Эллингтон, Кути Уильямс, Херби Джонс — труба.
- Лоренс Браун, Чак Коннерс, Бастер Купер — тромбон.
- Джонни Ходжес, Рассел Прокоуп, Пол Гонсалвес, Джимми Гамильтон, Гарри Кэрни — саксофон.
- Джимми Джонс — фортепиано.
- Джон Лэмб, Джо Комфорт — контрабас.
- Сэм Вудъярд, Гас Джонсон — барабаны.